# Pommer Esche

Wappen derer von Pommer Esche

Pommer Esche ist der Name eines aus Vorpommern stammenden Geschlechts, dessen Stammreihe mit Hinrich Pommer (* um 1515) beginnt, Ratsherr und Bürgermeister von Bergen auf Rügen.

## Adelserhebungen
- Schwedischer Adelsstand am 10. November 1813 in Stockholm für Johann Arnold Joachim Pommer Esche (1774–1814), königlich schwedischer Regierungsrat in Stralsund.
- Preußische Geneigtheit zur Gewährung der Namensform „von Pommer Esche genannt von Henning auf Schönhoff“ durch Allerhöchste Kabinettsorder (A.KO.) am 16. Oktober 1918 im Großen Hauptquartier für Elise von Pommer Esche, Fideikommissherrin auf Vehra, heute Ortsteil von Henschleben in Thüringen.

## Wappen (1813)
In Gold auf grünem Boden eine grüne Esche. Auf dem Helm mit grün-goldenen Decken ein aufrecht stehender gekrönter roter Greif, in der rechten Vorderklaue ein lorbeerumwundenes Schwert schwingend.

## Namensträger
- Adolf von Pommer Esche (1804–1871), preußischer Beamter, zuletzt Oberpräsident der Rheinprovinz
- Albert von Pommer Esche (1837–1903), preußischer Beamter, zuletzt Oberpräsident der Provinz Sachsen
- Johann Friedrich von Pommer Esche (1803–1870), preußischer Beamter, zuletzt Generalsteuerdirektor
- Robert von Pommer Esche (1833–1898), preußischer Beamter, zuletzt Oberfinanzrat
- Rudolf von Pommer-Esche (1872–1952), deutscher Verwaltungsjurist, zuletzt im Landesfinanzamt in Kassel